# Meos Su
Meos Su är öar i Indonesien.   De ligger i provinsen Papua Barat, i den östra delen av landet, 2 900 km öster om huvudstaden Jakarta. Två av öarna i Meos Su är Pulau Amsterdam och Pulau Middelburg. 